# Дослідники природи Сходу України

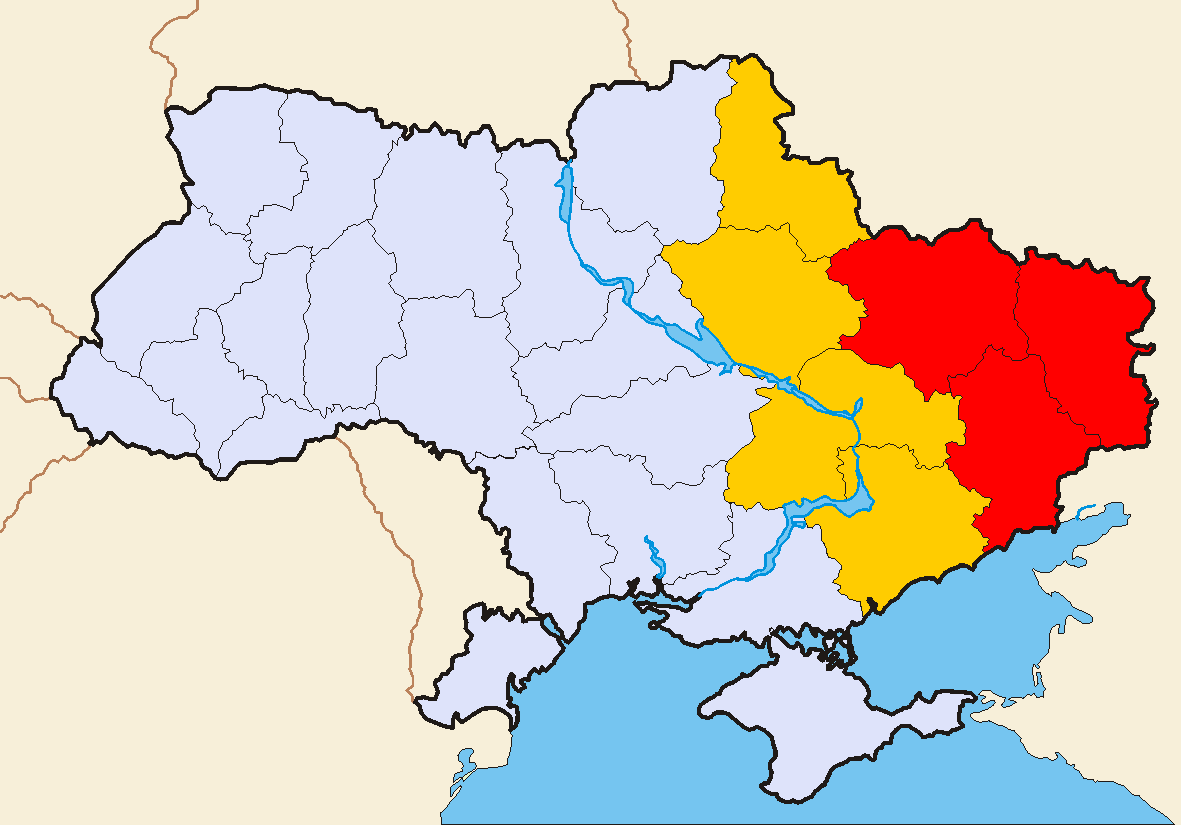
Області, які зараховують до Східної України (у межах сучасної території держави):
завжди
іноді

Дослідники природи Сходу України — науковці та аматори, які розвивали й розвивають дослідження біорізноманіття та ландшафтного різноманіття, заповідну справу та інші галузі природознавства краєзнавства на східних теренах України.

## Поняття
Попри широке тлумачення природознавства , як напрямку «природничих наук» (куди зараховують астрономію, фізику, хімію, біологію, географію, геофізику, геологію, медицину), тут розглядаються тільки ті галузі, які пов'язані з дослідженнями самої природи: зоологія, ботаніка (вкл. з геоботанікою), мікологія, лісознавство, географія, геологія, гідрологія, ґрунтознавство, а також деякі суміжні галузі — екологія, агрономія, созологія (охорона природи та заповідна справа).
При наведені імен дослідників увагу приділено як науковцям, які жили і працювали в самому регіоні, так і за його межами, проте вивчали природу регіону.

## Дослідження біорізноманіття
Одним з найпотужніших напрямків досліджень природи регіону був і є аналіз біорізноманіття, який передбачає його опис, вивчення, моніторинг та охорону.

### Дослідники-зоологи

Іван Сахно — один з відомих зоологів Луганщини

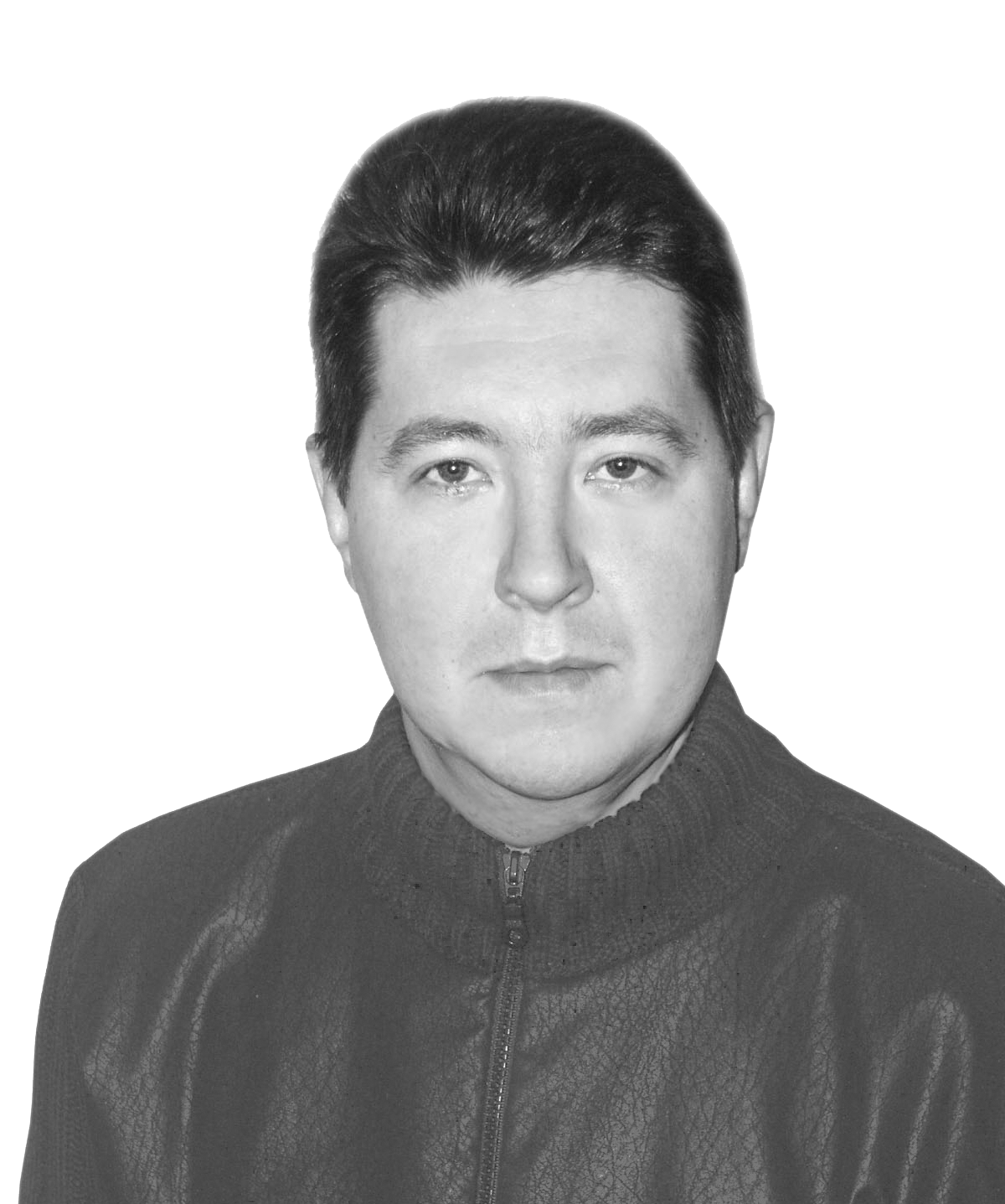
Олександр Кондратенко — відомий зоолог і природо-охоронець на межі 20-21 ст.

- Аверін Віктор Григорович — зоолог, орнітолог
- Банік Михайло Вікторович — зоолог, орнітолог
- Вальх Борис Сергійович — зоолог, ентомолог, орнітолог, теріолог, таксидерміст
- Вєтров Віталій Володимирович — зоолог, орнітолог
- Денщик Валерій Анатолійович — зоолог, іхтіолог, еколог
- Загороднюк Ігор Володимирович — зоолог, теріолог, еколог
- Зубко Яків Пантелеймонович — зоолог, теріолог
- Кондратенко Олександр Вікторович — зоолог, теріолог, орнітолог
- Кривицький Ігор Олександрович — зоолог, орнітолог
- Медведєв Сергій Іванович — ентомолог
- Модін Георгій Вікторович — зоолог, теріолог, природоохоронець
- Панченко Сергій Григорович — зоолог, орнітолог, природоохоронець
- Самчук Микола Данилович — зоолог, орнітолог, іхтіолог
- Сахно Іван Іванович — зоолог, іхтіолог, орнітолог, теріолог, еколог
- Сомов Микола Миколайович — зоолог, орнітолог
- Станчинський Володимир Володимирович — зоолог, орнітолог, еколог
- Сушкін Петро Петрович — зоолог
- Тараненко Леонід Іванович — зоолог
- Тарнані Іван Костянтинович — зоолог, теріолог

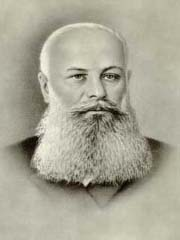
Василь Докучаєв — відомий ґрунтознавець, засновник мережі лісодослідних станцій

### Дослідники-ботаніки, лісівники та агрономи

Луганський краєзнавчий музей

- Бойко Михайло Федосійович — ботанік, бріолог
- Бурда Раїса Іванівна — ботанік, еколог
- Висоцький Георгій Миколайович — лісівник, ґрунтознавець, геоботанік, фізгеограф, гідролог
- Докучаєв Василь Васильович — ґрунтознавець, агроном
- Дубовик Ольга Миколаївна[cy] — ботанік
- Зиман Світлана Миколаївна[cy] — ботанік
- Каразін Іван Іванович — ботанік, природоохоронець
- Кондратюк Євген Миколайович — ботанік
- Лавренко Євген Михайлович — геоботанік, ботанік, географ
- Морозюк (Смолко) Світлана Сергіївна — ботанік
- Остапко Володимир Михайлович — ботанік
- Перегрим Микита Миколайович — ботанік, геоботанік, еколог
- Соколов Іван Дмитрович — агроном
- Страхов Тимофій Данилович — міколог, фітопатолог
- Табенцький Олександр Олександрович — фізіолог рослин
- Танфільєв Гаврило Іванович — ботанік, географ, лісозначець
- Ткаченко Василь Семенович — ботанік, геоботанік
- Черняєв Василь Матвійович — ботанік, гербаролог

### Наукові центри
- Артемівський краєзнавчий музей
- Донецький ботанічний сад НАН України
- Донецький національний університет
- Інститут ботаніки НАН України
- Інститут гідробіології НАН України
- Інститут зоології НАН України
- Лабораторія екології тварин та біогеографії «Корсак»
- Луганський краєзнавчий музей
- Луганський природний заповідник НАН України

Емблема конференції «Динаміка біорізноманіття»

- Харківський ботанічний сад
- Український степовий заповідник

### Конференції

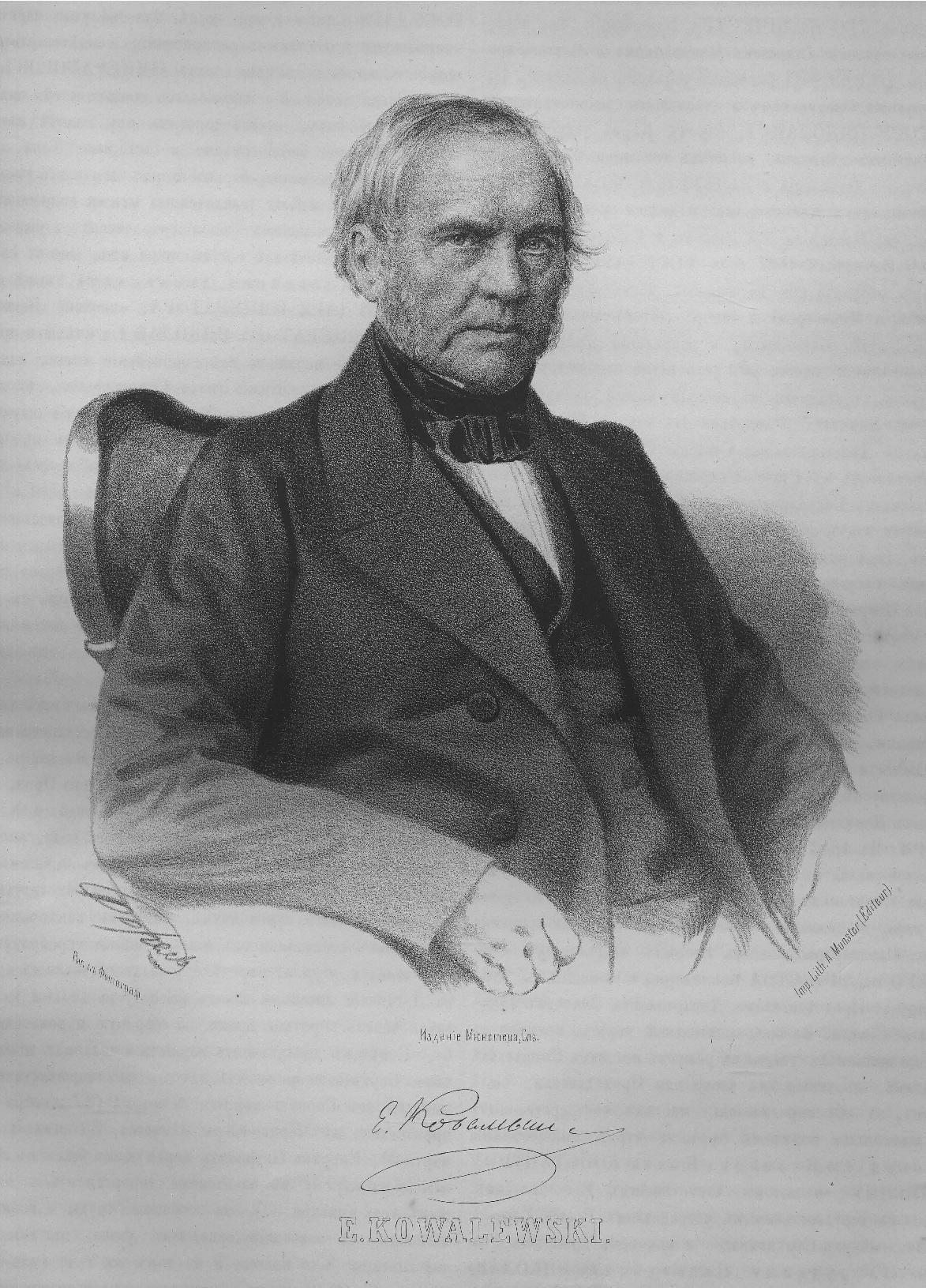
Ковалевський Євграф Петрович, 1865. Створив першу геологічну карту і дав назву регіону «Донецький басейн» — «Донбас».

Леонід Лутугін в терені

- Вивчення птахів басейну Сіверського Дінця — щорічна конференція, що стартувала 1993 року.
- Теріологічна школа-семінар — щорічна конференція, що двічі проходила на Луганщині (2001 та 2005 рр.).
- Динаміка біорізноманіття — щорічна конференція, що стартувала 2012 року[1].

## Геологічні та географічні дослідження

### Геологи, географи
- Ковалевський Євграф Петрович — геолог
- Лутугін Леонід Іванович — геолог
- Луцький Павло Іванович [Архівовано 8 жовтня 2020 у Wayback Machine.]  — геолог
- Морозевич Юзеф Августович — геолог
- Панов Борис Семенович — геолог
- Преображенський Володимир Сергійович — фізико-географ
- Фисуненко Олег Петрович[2] — геолог
- Шпильовий Леонід Вікторович — науковець, фахівець у збагаченні корисних копалин, кандидат технічних наук, досліджує Мазурівське рідкіснометалічне родовище
- Янко Микола Тимофійович — географ, краєзнавець